# Tualatin, Oregon
Tualatin, Oregon (енгл. Tualatin) град је у америчкој савезној држави Орегон.

## Демографија
По попису из 2010. године број становника је 26.054, што је 3.263 (14,3%) становника више него 2000. године.
| Група             | 2000.          | 2010.          |
| Белци             | 18.431 (80,9%) | 19.187 (73,6%) |
| Афроамериканци    | 181 (0,8%)     | 325 (1,2%)     |
| Азијати           | 824 (3,6%)     | 915 (3,5%)     |
| Хиспаноамериканци | 2.701 (11,9%)  | 4.498 (17,3%)  |
| Укупно            | 22.791         | 26.054         |